# Antonín Rombald Collalto
Antonín Rombald hrabě Collalto (Anton Rombald Graf Collalto e San Salvatore / Antonio Rambaldo conte di Collalto e San Salvatore; 9. března 1681 San Salvatore, Itálie – 26. prosince 1740) byl italský šlechtic ze starobylého rodu Collaltů. Vynikl jako mecenáš umění, zastával též funkce u vídeňského dvora a vlastnil rozsáhlé statky na Moravě. Jeho hlavní sídlo v Brtnici navštívil v roce 1723 císař Karel VI.

## Původ a příchod dohabsburské monarchie
Narodil se na starobylém rodovém sídle San Salvatore v severní Itálii, jeho otcem byl hrabě Vinciguerra V. Collalto (1647–1719). Studoval na jezuitské koleji v Brescii. Když v roce 1707 vymřela moravská větev Collaltů, jeho otec Vinciguerra se stal dědicem rozsáhlých majetků na Moravě, ve vysokém věku ale neměl zájem opustit Itálii a namísto něj odjel nový majetek převzít syn Antonín Rombald, který se rychle začlenil do moravské šlechtické společnosti, obýval také rodový palác ve Vídni na náměstí Am Hof. Krátce po příchodu do Vídně se v roce 1708 oženil s hraběnkou Marií Eleonorou Starhembergovou (1691–1745), neteří prezidenta dvorské komory a bankovní deputace Gundakara Tomáše ze Starhembergu. Dědictvím po otci v roce 1719 spojil moravské a italské majetky Collaltů, mezitím se stal císařským komořím.

## Návštěva císaře v Brtnici a umělecký mecenát
Vyvrcholením jeho společenských ambicí byla dvojí návštěva císařského dvora v Brtnici v roce 1723. Karel VI. cestou na korunovaci českým králem a zpět pobýval v Brtnici několik dní v červnu a v listopadu 1723. Collalto na pohoštění dvora vynaložil obrovské prostředky a vedle korunovačních slavností v Praze bylo uvítání dvora v Brtnici považováno za nejvýznamnější moment císařova pobytu v Českém království.
Proslul především jako mecenáš barokního umění, kontakty v rodné Itálii mu umožnily importovat italská umělecká díla do jeho sídel ve Vídni a Brtnici. Vedl korespondenci s italskými literáty a patřil i k příznivcům hudebních skladatelů. Návštěva Karla VI. v Brtnici se stala impulsem pro objednávku cyklu jedenácti obrazů s tematikou pobytů Habsburků v Brtnici (obrazy namaloval v letech 1723–1724 Karel František Tepper). Antonín Rombald se ale věnoval i dalším sídlům na Moravě, což dokládají stavební úpravy zámku v Rudolci a umělecké zakázky pro zámek v Černé. Po roce 1730 nechal přestavět palác ve Vídni.
V roce 1723 byl jmenován tajným radou a v roce 1729 skutečným tajným radou, o rok později obdržel potvrzení říšského hraběcího stavu pro všechny členy rodu (v přímé linii všech jeho manželských potomků). V roce 1730 byl mimořádným vyslancem při volbě papeže (druhým adeptem na funkci vyslance byl František Josef Černín, na rozdíl od něj Collalto nabídnul, že finančně náročnou misi uhradí ze svých prostředků). V Římě od nově zvoleného papeže Klementa XII. dostal darem ostatky sv. Fidelia uložené pak v kostele sv. Jakuba v Brtnici.
Jeho dědicem byl Tomáš Vinciguerra Collalto (1710–1769), který rozšířil majetek rodu na Moravě (Uherčice) a stejně jako otec byl mecenášem hudby, v roce 1762 ve svém vídeňském paláci hostil šestiletého Wolfganga Amadea Mozarta.